# 異論
| ウィキペディアには「異論」という見出しの百科事典記事はありません（タイトルに「異論」を含むページの一覧/「異論」で始まるページの一覧）。 代わりにウィクショナリーのページ「異論」が役に立つかもしれません。 |